# Лагаростробос Франкліна
Лагаростробос Франкліна (Lagarostrobos franklinii) — вид хвойних рослин родини подокарпових, єдини вид роду Lagarostrobos.

## Етимологія
Lagarostrobos походить від двох грецьких слів: lagaros = тонка й strobos = шишка. Назва виду franklinii вшановує сера Джона Франкліна (John Franklin, 1786–1847), військово-морського капітана, дослідника Арктики та губернатора Тасманії з 1836 по 1843 р.

## Морфологія
З прямим стовбуром, пірамідальне дерево 21–30 м заввишки, 70–100 см діаметром, кора сіра. Листки дрібні, лускоподібні, ≈ 1 мм довжиною. Чоловічі шишки одиничні, верхівкові, сидячі. Жіночі шишки дуже малі, кожна з 4–8 лусками. Насіння кулясте, ≈ 2 мм в діаметрі. Росте повільно і може жити до 2500 років.

## Поширення, екологія
Ендемік острову Тасманія Австралія. Це головним чином прибережний вид і, як правило, росте на берегах річок або поблизу річок, але інколи на мокрих сторонах пагорба далеко від основних водотоків в помірних тропічних лісах при низьких висотах від рівня моря до 150 м, і на деяких пагорбах до 900 м на гірському заході острова. Вид часто супроводжується Nothofagus cunninghamii, Eucryphia lucida, Anopterus glandulosus і папоротями, Eucalyptus obliqua росте поряд на вищих місцях.

## Використання
Деревина гнилостійка, дрібнозерниста і високо цінується. З 1802 до порівняно недавнього часу вид нещадно експлуатувався в більш доступних частинах ареалу. Лісоматеріали в основному використовуються для побудови човнів, меблів і для столярних виробів і в токарному ремеслі.

## Загрози та охорона
За оцінками, 15% від його місць зростання було втрачено через затоплення для гідроелектростанцій і пожежі за останні 100 років або близько того. Вирубки в минулому знищили майже всі великі дерева, але відростання відбувається майже скрізь. Близько 85% місць зростання виду знаходиться в межах охоронних територій.